# Limousin
Limousin (occitanska: Lemosin) är en tidigare region i centrala Frankrike, som sedan 2016 är en del av regionen Nouvelle-Aquitaine. Förr var det också en provins och grevskap. Området tillhörde under medeltiden Aquitaine. Regionhuvudstad var Limoges.
Simone de Beauvoir tillbringade en del av sin ungdom på familjeegendomen Merignac i Limousin, där hennes morfar bodde och i Grillere där fastrarna bodde. Sartre bodde vid ett tidigt sommarbesök i den närbelägna byn Saint-Germain-les-Belles-Filles.

## Geografi
Limousin är beläget i centrala Frankrike i Centralmassivets västra del, och består nästan uteslutande av högland. Regionen gränsar i norr mot Centre-Val de Loire, i väst mot Poitou-Charentes, i sydväst mot Aquitaine, i söder mot Midi-Pyrénées och i öster mot Auvergne. Regionen består av departementen Corrèze, Creuse och Haute-Vienne. Genom området flyter bland annat floderna Vienne, Dordogne, Charente och Vézères. 
Den nutida regionen består av två historiska provinser: Limousin och Marche.
Occitanska hade förr många talare i regionen, och flera distinkta dialekter, men de minskar drastiskt i antal.

## Historia
I forntiden var Limousin bebott av de keltiska lemovicerna. Det hamnade under antiken under romarna. Från 800-talet stod Limousin huvudsakligen under akvitanisk överhöghet. Det erövrades av Filip August 1205, men blev inte fullständigt förenat med franska kronans besittningar förrän 1589.
Limoges var under medeltiden ett kulturellt centrum, där emaljkonsten utvecklades, kallad limousinemalj eller limogesemalj.

## Ekonomi
Traditionellt är Limousin en jordbruksbygd; från trakten kommer korasen limousin och hästrasen limousin. Ursprungligen en dragoxe, blir korasen numera framför allt uppfödd för sitt kött, och förekommer i stora delar av Europa. Limousinsvinet används för att leta tryffel. I Centralmassivet finns ek som traditionellt givit trakten inkomster. Denna ek är en av de två tillåtna sorterna som cognacsproducenterna kan använda för att lagra cognac på.
I området har kaolin utvunnits under lång tid, varmed regionen sedan länge tillverkat porslin. I likhet med annan jordbruksbygd har Limousin påverkats hårt av urbaniseringen. Regionhuvudstaden Limoges står för större delen av regionens industri. Från den staden kommer också bilen limousin, vilken hela trakten är mest känd för.